# Eupristina
Eupristina is een geslacht van vliesvleugeligen uit de familie vijgenwespen (Agaonidae). De wetenschappelijke naam van dit geslacht is voor het eerst geldig gepubliceerd in 1882 door Saunders.

## Soorten
Het geslacht Eupristina omvat de volgende soorten:
- Eupristina altissima Balakrishnan & Abdurahiman, 1981
- Eupristina aurivillii Mayr, 1906
- Eupristina belgaumensis Joseph, 1954
- Eupristina cyclostigma Wiebes, 1992
- Eupristina delhiensis (Abdurahiman & Joseph, 1967)
- Eupristina emeryi Grandi, 1916
- Eupristina jacobsoni Grandi, 1926
- Eupristina keralensis (Priyadarsanan & Abdurahiman, 1994)
- Eupristina koningsbergeri Grandi, 1916
- Eupristina leightoni Wiebes, 1992
- Eupristina longispina Wiebes, 1992
- Eupristina masoni Saunders, 1882
- Eupristina mollis Priyadarsanan & Abdurahiman, 1997
- Eupristina philippinensis Wiebes, 1992
- Eupristina poeta Girault, 1934
- Eupristina rehmani Priyadarsanan, 1999
- Eupristina saundersi Grandi, 1916
- Eupristina verticillata Waterston, 1921